# Kotulin (województwo łódzkie)
Kotulin – wieś w Polsce położona w województwie łódzkim, w powiecie brzezińskim, w gminie Rogów.
Wieś szlachecka położona była w drugiej połowie XVI wieku w powiecie rawskim ziemi rawskiej województwa rawskiego. W latach 1975–1998 miejscowość administracyjnie należała do województwa skierniewickiego.